# خروس (فیلم ۱۹۲۹)
خروس (به انگلیسی: Coquette) فیلمی ۷۶ دقیقه‌ای به کارگردانی سم تیلر با بازی مری پیکفورد محصول کشور ایالات متحده آمریکا است.